# 日産・ラルゴ
ラルゴ（LARGO）はかつて愛知機械工業が設計・生産、日産自動車が販売していたワンボックスカー及びミニバンである。

## 概要
1982年、「バネット（C120型）」派生の上級車種として、「バネット」の名を冠した「バネットラルゴ」として誕生し、1999年のモデル消滅までの17年間、ファミリー向けでありながら高級感も訴求した造りを特徴としていた。3代目は、セレナをベースに、全幅を3ナンバーサイズに拡大し排気量も2,400㏄を中心とし、更に高級感を強めた造りとなった。1995年に登場した現在の日産のミニバンのエアログレードの代名詞的存在の「ハイウェイスター」投入で、カスタム志向の若い世代にも人気を博した。

## 歴史

### 初代 GC120型（1982年 - 1986年）
1982年9月、「バネット（C120型）」の上級車種として、「バネット」の名を冠した「バネットラルゴ」として誕生し、販売チャンネルごとに「ダットサンバネットラルゴ」、「サニーバネットラルゴ」、「チェリーバネットラルゴ」がそれぞれ設定された。3車の相違点の1つにヘッドランプベゼル（ランプ周りの装飾部品）にあり、ダットサンバネットはシルバー、サニーバネットは外側黒／内側シルバー、チェリーバネットは外側シルバー／内側黒となっている。構造上の分類はキャブオーバーで、ボディースタイルとしてはワンボックスカーである。ベースとなるバネットに対し車幅を90mm拡大し、車格の差を表現している。乗用登録となる「コーチ」のほか、貨物登録の「バン」も用意されていた。
搭載されるエンジンは、コーチが直列4気筒 OHC 2.0LのZ20型、1952ccディーゼルのLD20型、ディーゼルターボのLD20T型、およびバン用のOHV 1487ccガソリン、A15型の4機種。コーチのグレードは「グランドサルーン」、「LX-G」、「LX-J」、「LX」の4種、バンは「DX」と「GL」の2種。グランドサルーンには2列目キャプテンシート、センターアームレスト付き3列目シート、当時の1BOX車唯一のガラスハッチが装備されていた。
AT車にシフトロック機能の装着が義務付けられるきっかけとなったモデルでもある。

### 2代目 GC22型（1986年 - 1993年）

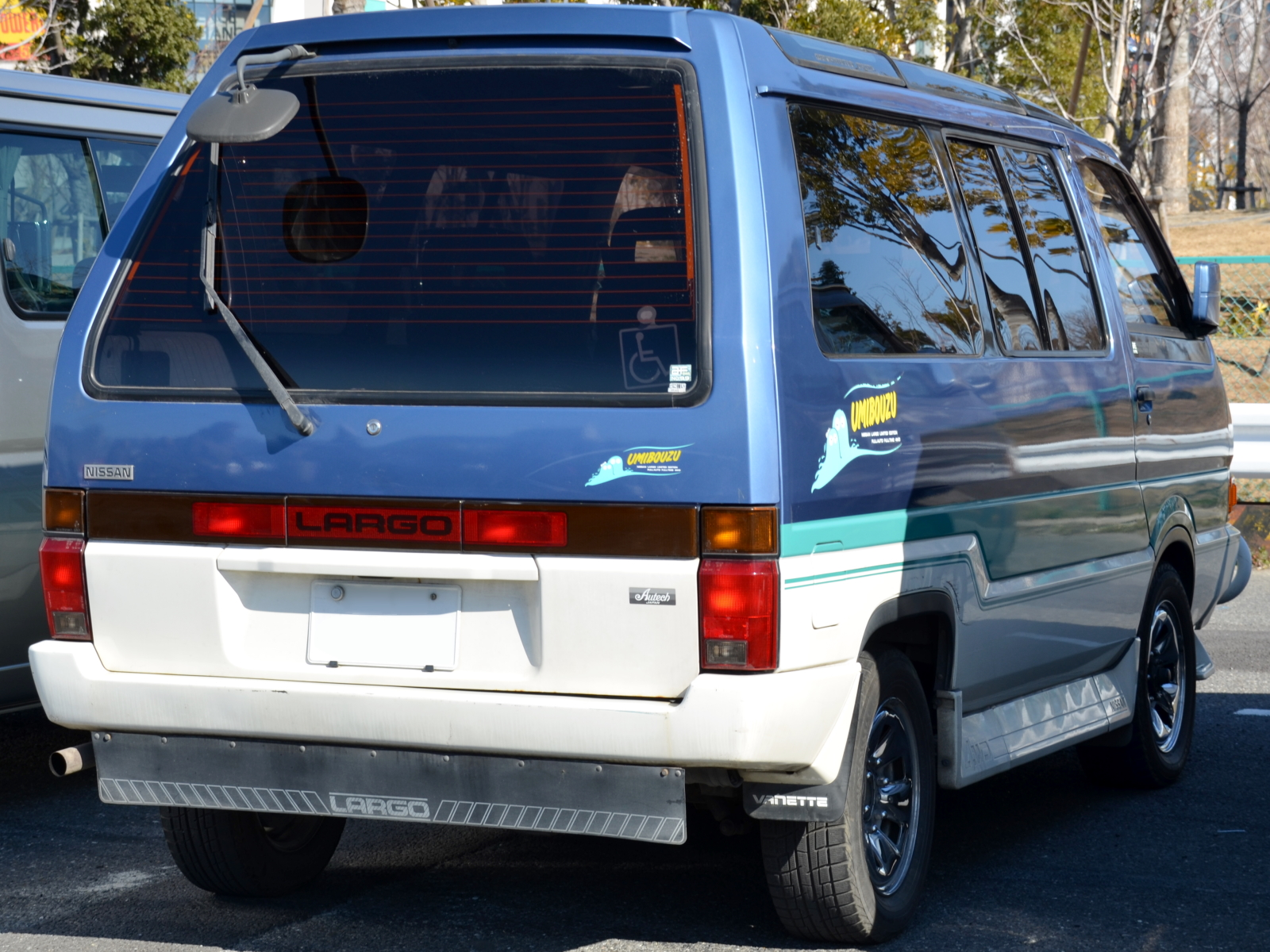
ウミボウズ（リア）

1986年（昭和61年）5月、先代同様にC22型バネットの上級車として登場。後に4WDも設定された。バネットとの共用部分は多いがフロアパン自体は独自のものであり、ラルゴには輸出も考慮された強化型を採用していた。販売チャンネルごとにラインナップが分けられていたが、後に「バネットラルゴ」に統一されている。
グレードは「LX」、「スーパーサルーン」、さらに1BOXとしては初のガソリンターボ車として豪華な内装の「グランドサルーン」とスポーティーな「クルージングサルーン」が設定された。「グランドサルーン」にはATの組み合わせがあったが、「クルージングサルーン」はMTのみの設定であった。ATはそれまでの3速AT「ニッサンマチック」からOD付4速オートマチック、フルレンジ電子制御4速オートマチックの「E-AT」となる。
エンジンはCA20S、ターボエンジンのCA18ET、LD20T・II（従来のLD20Tから燃焼室の形状を変更）の3種。CA18ETは「グランドサルーン」と「クルージングサルーン」に設定された。「クルージングサルーン」は「スーパーサルーン」をベースにターボエンジン、ハイグリップタイヤ、電子制御サスペンションを装備したモデルで、このエンジンは元はブルーバード（U11型）に搭載されていたもの。4WDのAT車で（MC後のグランドクルージング）0 - 400m加速が17秒という、当時の1BOX車では稀有な動力性能を見せた。ターボの装着は省エネルギーのためという当時の「お約束」で、運輸省届出値の燃費は自然吸気の2.0 Lを上回っていた。バンも継続して設定され、A15とLD20の2種類のエンジンが設定された。
1986年
- 11月

車種名を「バネットラルゴ」に統一し、同時に4WDを追加。ライバルであるタウンエース／ライトエース／マスターエースと同様のパートタイム式ではあるが、床から生えたトランスファーレバーで切り替えを行うそれらとは異なり、ボタン一つ（バキュームアクチュエーター式）で行える簡便さであったが、ローレンジはなかった。
1987年
- 12月

4WD車にAT車を追加。同時にアウトドアレジャー用途に一段と特化したモデルとしてオーテックジャパンによる特別仕様車の「ウミボウズ」を設定。スーパーサルーンをベースにグリルガード、シビエ製大型フォグランプなどを装着。ボディーカラーにブルー／ゴールド／ホワイトの専用色が設定されるなどオフロード系のスタイリングに仕上げられた。エンジンは2.0 Lガソリンと2.0 Lディーゼルターボの2種類。
1988年
- 1月

特別仕様車「スーパーサルーン リミテッド88」を地域限定で発売。
- 5月

特別仕様車「スーパーサルーン リミテッド88-Ⅱ」を発売。
1989年
- 1月

特別仕様車「スーパーサルーン リミテッド89」を発売。
- 6月

マイナーチェンジ。それまでの「クルージングサルーン」に代わり、1.8 Lガソリンターボ仕様の「クルージング」系を追加。グレードは「スーパークルージング」と上級の「グランドクルージング」の2種類。「スーパークルージング」は「スーパーサルーン」の、「グランドクルージング」は「グランドサルーン」のガソリンターボ版。ただし「グランドクルージング」はサードシートのアームレストが非装備であるなど、「グランドサルーン」より多少装備が簡素化された。
同時に北米で販売されている「日産・バン」（ラルゴの北米仕様）と同様の意匠を取り入れ、専用の異型2灯ヘッドランプにフォグランプ風のポジションランプを付けた専用のトランスルーセントフロントガーニッシュと、補助ブレーキランプ付のバックドアガーニッシュが装備された。
「パノラマルーフ」が屋根のほとんどをガラスで覆う「スーパーパノラマルーフ」に進化。サードシート部分をガラスサンルーフとしたのはライバルと同じだが、セカンドシート部分を電動アウタースライド式としライバルのヒンジ開閉式と差別化した。
コーチの4WDがビスカスカップリング式の「フルオートフルタイム4WD」に変更され、1BOX初のデフロックが装着された。乗用最上級グレードとして「エクスクルーシブサルーン」が登場。2WDガソリンのみの設定で254万円。ホワイトパール系のツートンカラーやアルミホイール、電子制御サスペンションなどの専用装備が奢られている。その他のサルーン系はLD20T・IIとCA20Sを継続して搭載している。コーチ「LX」が廃止となり、バンに最上級の「VX」が設定された。
「ウミボウズ」はボディーカラーをブルー／ミントグリーン／ホワイトに変更のうえ、「ウミボウズ」ステッカーのキャラクターが2人に増やされるなどのリファインが行われた。
1990年
- 10月

特別仕様車「スーパーサルーン リミテッド」を発売。エクステリアでは専用ボディーカラー、専用サイドストライプを採用。インテリアでは100%ウール地シート、ツインオートエアコン、マルチクールボックスを採用。
1992年
- 1月

オーテックジャパンによる特別仕様車の「ヤマアラシ」を設定。ベースはスーパーサルーンSV。ルーフレール装着に伴い全高が2mを超えたため、バネットシリーズで唯一の3ナンバーモデルとなった。エンジンは2.0 Lガソリンと2.0 Lディーゼルターボの2種類。
あわせて「ウミボウズ」のリファインも実施。ボディーカラーをブルー／イエロイッシュグリーン／ホワイトに変更のうえ「ウミボウズ」ステッカーのキャラクターが3人に増やされた。
1993年
- 4月:[1]

生産終了。在庫対応分のみの販売となる。
- 5月

3代目と入れ替わりに販売終了。
- ウミボウズ（リア）

### 3代目 W30型（1993年 - 1999年）
1993年5月、フルモデルチェンジ。車名から「バネット」が外れ「ラルゴ」となる。CMコピーは「ポストセダンをどうぞ」。
モノスペーススタイルへとチェンジしたセレナ（C23型）の5ナンバーボディに対し、シャーシを共用するラルゴは3ナンバー専用ボディを採用。セレナに比べ各シートの座面長が45mmずつ大きく取られている。「高質で快適なドライバーズワゴン」をコンセプトに開発された経緯から、上級車としての工夫が見られ、エルグランドが登場する1997年までは日産のミニバンの中では最上級モデルの地位にあった。そのためファミリー層のみならず、セドリックやグロリア等の高級車から乗り換えるような50代〜60代の中高年層もターゲットであった。シフトレバーはセレナと同様にフロア式で、一見するとセダンのようなインストルメントパネルであった。
ボディ形状はセレナと同様に短いボンネットが付いて前輪が前進したセミキャブオーバーの外観であるが、構造的にはエンジンを前席下に搭載するキャブオーバーである。この構造が幸いし重量配分はほぼ50:50であり、更にローパワーながら0-100km加速は9秒台、ライバル車であるアンフィニMPV(V6 3.0L)との0~200km加速比較は12秒台でほぼ互角の加速性能を見せつけた。セカンドシートはキャプテンシートではなくベンチシートであった。デザイン提案時ではキャプテンシート案が出たものの、ヒンジドアでデザインが途中まで進められていたこととフルフラットにしやすい市場の声を尊重しベンチタイプを採用している。
グレードは下から「RX-g」「SX-g」「グランデージ」の構成。「SX-g」と「グランデージ」にはビスカスLSD、SUPER HICAS、電子制御パワーステアリング、電子制御サスペンション(後期型からアクティブダンパーサスペンション）を搭載する「GTパック」がメーカーオプションで設定された。
KA24DE型エンジンは海外向け車種に多く搭載されているエンジンであり（主な搭載車種は180SXの海外版である240SXなど）、圧縮比が10：1でありながらレギュラーガソリン仕様であった。CD20Ti型エンジンはサイドメンバーの中に冷却気を通しインタークーラーに当てる工夫がされていた。
1993年
- 5月21日

新発売。愛知機械工業との共同事業で開発が行われ、生産も愛知機械工業で実施された。
1994年
- 4月21日

一部改良。当初は7人乗りのみであったが、グランデージを除くグレードには新たに8人乗り「Plusシリーズ」、先代に引き続きRVモデル「ウミボウズ」が追加。今回追加されたウミボウズの架装にオーテックジャパンは携わらなかった。
- 10月27日

限定車「SX-gリミテッド」追加。
1995年
- 8月22日

一部改良。運転席SRSエアバッグが標準装備化されたほか、ディーゼルターボエンジンをCD20Ti型に電子制御燃料噴射装置(EDI)を装着したCD20ETi型へと変更。
同時にオーテックジャパン架装の特別仕様車「ハイウェイスター」を設定。RX-gをベースにエアロやサイドストライプを装備するスポーティモデル。本来のターゲット層であるファミリー層や中高年層のみならず、20代～30代の若い年齢層にも人気を博した。
1996年
- 10月21日

マイナーチェンジ。内外装に手直しを受け、アクティブダンパーサスペンションやラゲッジトランク、セレナと同様のマルチスライドシートを採用するほか、「ハイウェイスター」がカタログモデルになるなどグレード追加が行われた。CMコピーは「My LIFE,My LARGO」。
1997年
- 1月22日

「ハイウェイスターM」「グランドスターM」新規追加。
- 10月21日

「ハイウェイスターツーリング」追加。「G」をベースにフロントフード/丸形4灯ヘッドランプ/大型サイドストライプ/ダークウッドパネルなどを専用装備。
- 11月20日

一部改良。安全装備としてABSと、助手席SRSエアバッグが標準装備化。また、グレード編成がが変更され、最上級グレード「グランデージ」を廃止し、「ハイウェイスター」はディーゼル4WD車を除く全車にパノラマビュートップが標準装備となった。
1998年
- 6月10日

「ハイウェイスターII」追加。「ハイウェイスター」に専用グリル/ボディストライプ/ロゴ入りオレンジメーター/専用シートクロスを装備。 「ハイウェイスター」非設定のソリットホワイトのボディカラーが選択可能となった。
1999年
- 5月[5]

オーダーストップに伴い生産終了。在庫対応分のみの販売となる。
- 6月

販売終了。
事実上の後継はプレサージュとなる。なお、プレサージュもラルゴの生産終了から10年後の2009年で生産終了している。
プレサージュが生産終了した2009年以降、現在に至るまで日産の日本国内市場における上級ミニバンはエルグランドのみとなっている。

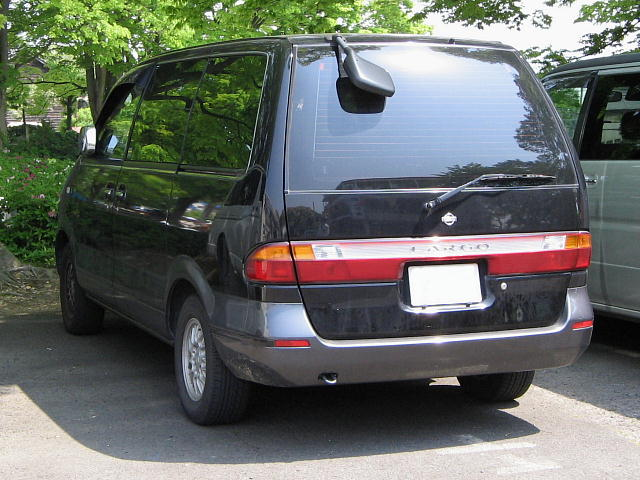
後期型（リア）
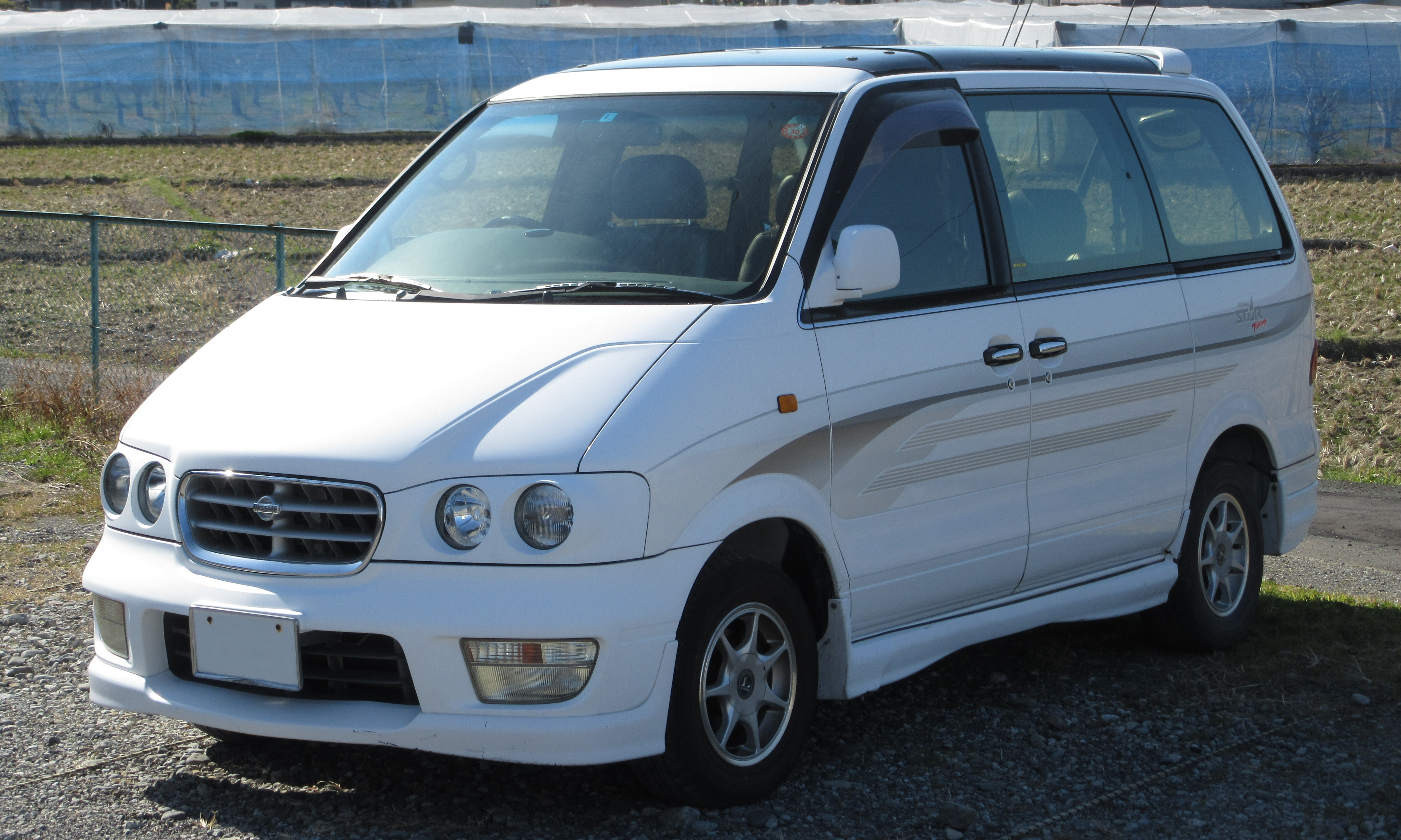
ハイウェイスターツーリング（フロント）
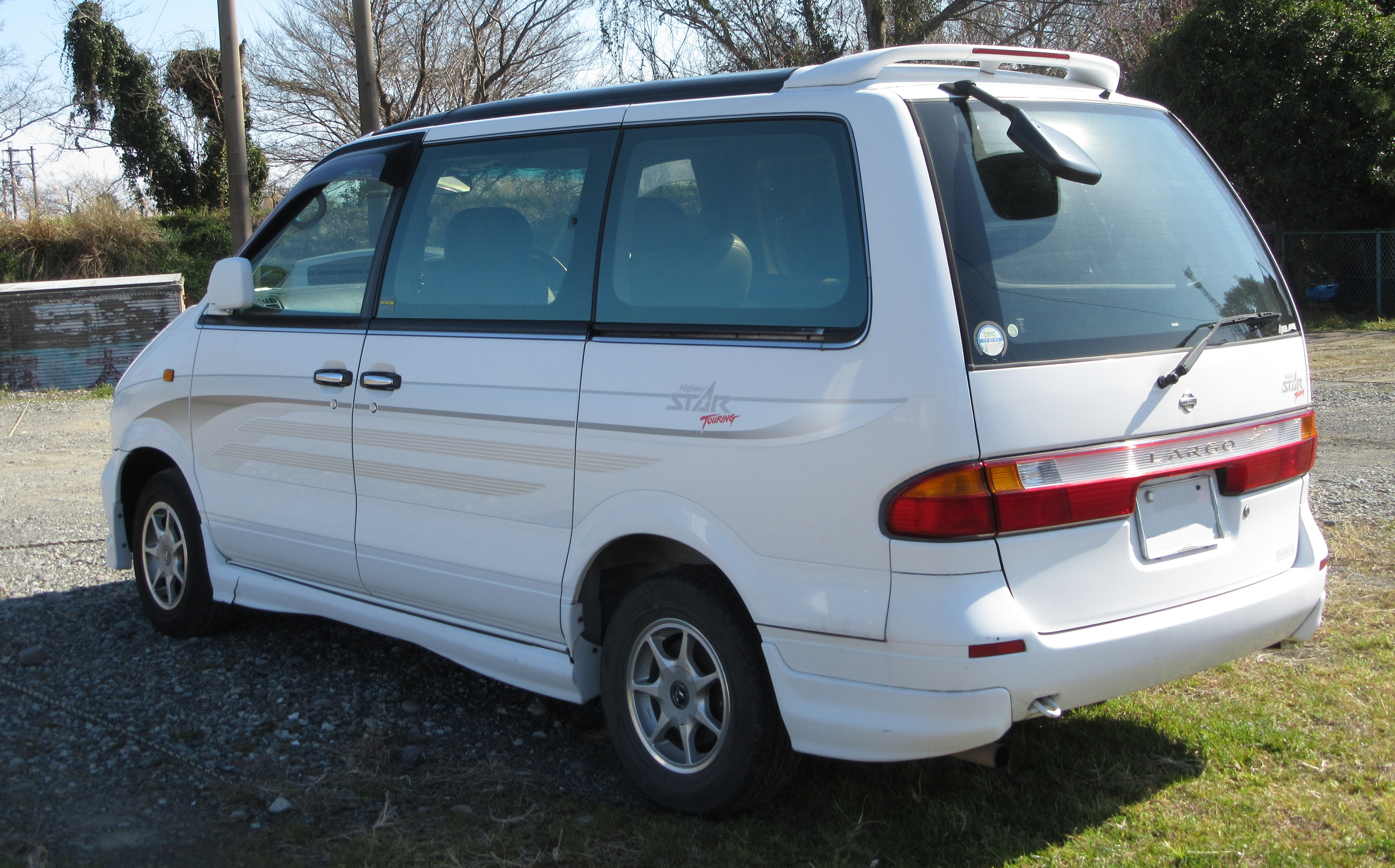
ハイウェイスターツーリング（リア）

## 車名の由来
「ラルゴ」とは音楽用語の速度記号のひとつであり、イタリア語で「幅広くゆるやかに」の意。